# Enicospilus longicornis
Enicospilus longicornis là một loài tò vò trong họ Ichneumonidae.